# Drakšl
Drakšl este o localitate din comuna Ormož, Slovenia, cu o populație de 118 locuitori.